# نهر الغانج
الكَنْك (بالهندستانية: گنگا، गंगा) هو أحد أكبر أنهار شبه القارة الهندية. يجري باتجاه الشرق مخترقا سهل الكنك في شمال الهند وينتهي في بنغلاديش. يبلغ طوله 2510 كيلومتراً (1560 ميلا) وينبع من جبال اليمالايا الغربية في ولاية أتراكند الهندية وينتهي بدلتا مليئة بالغابات قرب مصبه في خليج البنغال. تبلغ مساحة حوض النهر حوالي 907.000 كم². وينظر الهندوس إلى نهر الكنك باعتباره نهرا مقدسا ويعبدون إلها يمثله هو الإله كنكا. وقد ذكره أول من كتب في عقائد الهند أبو الريحان البيرونيّ (تـ 440) فقال: «ومن اعتقاد الهند في نهر كنك أنّ مجراه كان في القديم على أرض الجنّة.» وقد تمتع نهر الكنك بأهمية تاريخية مرجعها وقوع العديد من عواصم الهند الإقليمية أو الإمبراطورية على ضفافه مثل باتليبُترة (پاٹلی پتر) وقنوج وكارة (کڑہ) والله أباد ومرشد أباد وكلكتة. ويبلغ متوسط عمق النهر 52 قدماً (16 متراً) وأقصى عمق له 100 قدم (30 متراً). وقد أعلنت الهند نهر الكنك نهرها القومي.
من حيث الطول هو الخامس عشر في آسيا وال39 في العالم. ينبع من جبال الهملايا ومصبه الأخير في خليج البنغال. وينحدر من الهملايا إلى ريشكش ثم إلى سهول هاردوار- التي يقدسها الهندوس.
ومنذ زمن لا تعيه الذاكرة يعتبر الهندوس الكنك النهر الأكثر قداسه. وأهميته الدينية أكبر من أهمية أي نهر آخر في العالم. وتوجد على ضفافه أماكن كثيره يحج إليها الهندوس, من أهمها هاردوار والله آباد وفار اناسي.
ويعتبر الكنك مقدساً لسببين، الأول اسطوري والثاني الخواص الطبيعية لمياهه. ويمكن حفظ مياهه لفترة طويله. وهي لا تفسد لوجود معادن معينه فيها.
وتقول إحدى الاساطير أن الكنك يجري في الجنة وقد نقل إلى الأرض بمجاريث لتطهير رماد (60) ألف عام من بناء الملك ساجار, ومنذ ذلك الوقت بدأ الناس في عبادته.
ويذهب إلى ضفاف الكنك ملايين الحجاج سنوياً لغسل خطاياهم في مياهه. ويتدفق البراهمة والمنبوذون والملوك و المتسولون... بإيجاز يتدفق الناس من كل طائفة ومذهب من الهند الهندوسية للغطس في امنا الكنك من أجل التطهّر الروحي.
ويتمنى الهندوس المؤمنون الموت على ضفافه وذر رماد جثثهم داخل تياراته.
ويشرب الناس مياهه عندما تحين ساعة موتهم.
لقد تم شق الكثير من القنوات للحصول على المياه من هذا النهر. وهو يستخدم أيضاً لري الأرض. ودلتا الكنك مشهورة جداً.

## مجرى النهر
يبدأ الجزء الأعلى من نهر الكنك عند مقرني باغيراثي وألاكناندا النهريين في بلدة ديفبراياغ في مقاطعة غراوال التابعة لولاية أوتاراخاند الهندية. يعتبر الباغيراثي منبع نهر في الثقافة والميثولوجيا الهندوسية، على الرغم من أن مقرن ألاكناندا النهري أطول، وبذلك يكون من الناحية الهيدرولوجية التيار المصدر. تتشكل منابع مقرن ألاكناندا النهري من ذوبان الثلوج على قمم جبلية مثل جبل ناندا ديفي وجبل تريسول وجبل كاميت. يرتفع باغيراثي عند سفح كتل غانغوتري الجليدية، في غاموخ، على ارتفاع 4,356 متر (14,291 قدم)، وكان يشار إليه في الميثولوجيا بأنه يسكن في الأقفال المتشابكة لشيفا، وبشكل رمزي في تابوفان، الذي هو مرج بجمال سماوي عند سفوح جبل شيفلينغ، على بعد 5 كيلومتر فقط (3.1 ميل).
على الرغم من أن العديد من الجداول تشكل منابع نهر الكنك، تعتبر الأنهار الستة الأطول والمقارن النهرية الخمسة مقدسة. المنابع الستة هي ألاكناندا وداوليكنكا ونانداكيني وبيندار ومانداكيني وباغيراثي. وهي، بترتيب حسب اتجاه مجرى النهر، فيشنوبراياغ، حيث يلتقي داوليكنكا بألاكناندا، وناندبراياغ حيث يلتقي بنانداكيني، وكارنابراياغ حيث يلتقي ببيندار، ورودرابراياغ حيث يلتقي بمانداكيني، وأخيرًا ديفرابراياغ، حيث يلتقي باغيراثي بألاكناندا ليشكل نهر الكنك.
بعد أن يتدفق على امتداد 256,90 كيلومتر (159,63) عبر وادي الهيمالايا الضيق، يخرج نهر الكنك من الجبال في ريشيكيش، ومن ثم يتدفق في سهل الكنك عند بلدة الحج هاريدوار. عند هاريدوار، تحيد منشأة ري رئيسية جزء من مياهه إلى قناة الكنك التي تروي إقليم داوب التابع لأتار برديش، في حين يبدأ الآن النهر، الذي كان مجراه إلى هذا الحد نحو الجنوب الغربي تقريبًا، بالتدفق نحو الجنوب الشرقي عبر سهول الهند الشمالية.
يسير نهر الكنك على امتداد 900 كيلومتر بمجرى شبيه بالقوس ويمر عبر مدن بينجور وكاناوج وفاروخ أباد وكانبور. على طول مجراه يلتقي بنهر رامكنكا، الذي يساهم بتدفق سنوي متوسط يبلغ نحو 495 متر مكعب في الثانية (17,500 قدم مكعب في الثانية) إلى النهر. يلتقي نهر الكنك بنهر يامونا الذي يبلغ طوله 1,444 كيلومتر (897 ميل) عند مقرن تريفيني سانغام النهري في براياغراغ (في السابق الله آباد)، وهو مقرن نهري يعتبر مقدسًا في الهندوسية. عند مقرنهما النهري يكون نهر يامونا أطول من نهر الكنك، إذ يساهم ب 58.5% من التدفق المشترك، بتدفق إجمالي يبلغ 2,948 متر مكعب في الثانية (104,100 قدم مكعب في الثانية).
مع تدفقه نحو الشرق الآن، يلتقي النهر بنهر تامسا (يسمى أيضًا تونز) الذي يبلغ طوله 400 كيلومتر (250 ميل)، والذي يتدفق شمالًا من سلسلة جبال كايمور ويساهم بتدفق متوسط يبلغ 187 متر مكعب في الثانية (6,600 قدم مكعب في الثانية). وبعد التقائه بنهر التامسا، يلتقي بنهر غومتي الذي يبلغ طوله 625 كيلومتر (388 ميل)، والذي يتدفق جنوبًا من جبال الهمالايا. ويساهم نهر غومتي بتدفق سنوي متوسط يبلغ 234 متر مكعب في الثانية (8,300 قدم مكعب في الثانية). ومن ثم يلتقي بنهر غاغارا (نهر كارنالي) الذي يبلغ طوله 1,156 كيلومتر (718 ميل)، الذي يتدفق نحو الجنوب أيضًا من جبال الهمالايا في التيبت في نيبال. نهر غاغارا (كارنالي)، ومع تدفقه السنوي المتوسط الذي يقدر ب 2,991 متر مكعب في الثانية (105,600 قدم مكعب في الثانية)، هو أطول روافد نهر الكنك كمصب. بعد مقرن غاغارا النهري، يلتقي نهر الكنك من جهة الجنوب بنهر سون الذي يبلغ طوله 784 كيلومتر (487 ميل)، الذي يساهم بنحو 1,008 متر مكعب في الثانية (35,600 قدم مكعب في الثانية). ومن ثم يلتقي بنهر غانداكي الذي يبلغ طوله 814 كيلومتر (506 ميل)، وبنهر كوسي الذي يبلغ طوله 729 كيلومتر (453 ميل) من الشمال والذين يتدفقان من نيبال، ويساهمان ب 1,654 متر مكعب في الثانية (58,400 قدم مكعب في الثانية) و 2,166 متر مكعب في الثانية (76,500 قدم مكعب في الثانية) على التوالي. نهر كوسي هو ثالث أطول رافد لنهر الكنك كمصب، بعد غاغارا (كارنالي) ويامونا. يرفد نهو كوسي نهر الكنك بالقرب من كورسيلا في بهار.
على امتداده بين براياغراج ومالدا في البنغال الغربية، يمر نهج الكنك ببلدات تشونار وميرزابور وفاراناسي وغازيبور وآرا وباتنا وتشابرا وهاجيبور وموكاما وبيغوساراي ومونغر وساهيبجانغ وراج محل وباغالبور وباليا وبوكسار وسيماريا وسلطان جانغ وفاراكا. في باغالبور، يبدأ النهر بالتدفق نحو الجنوب والجنوب الشرقي في فاراكا، ويبدأ بالانحسار مع ابتعاد فرعه عن الدلتا الأول له، هوغلي باغيراثي الذي يبلغ طوله 408 كيلومتر (254 ميل)، والذي يتابع طريقه ليصبح نهر هوغلي. وقبل الحدود مع بنغلاديش يسيطر سد باراكا على تدفق نهر الكنك، ويحيد مجرى جزء من مياهه نحو قناة فرعية ترتبط بنهر هوغلي بهدف إبقائه خاليًا من الطمي نسبيًا. يتشكل نهر هوغلي عن طريق المقرن النهري لنهر باغيراثي ونهر أجاي في كاتوا، ويمتلك نهر هوغلي عددًا من الروافد. أكبر هذه الروافد هو نهر دامودار، الذي يبلغ طوله 625 كيلومتر (388 ميل)، مع حوض تصريف مياه تبلغ مساحته 25,820 كيلومتر مربع (9,970 ميل مربع). يصب نهر هوغلي في خليج البنغال على مقربة من جزيرة ساغار. وبين مالدا وخليج البنغال، يمر نهر هوغلي ببلدات ومدن مرشد أباد ونابادويب وكلكتة وهوراه.
بعد أن يدخل نهر الكنك بنغلادش، يعرف الفرع الرئيسي للنهر باسم بادما. ويلتقي بادما بنهر جامونا، الفرع النهري الأكبر لبراهمابوترا. وفي اتجاه مجرى النهر، يلتقي بادما بنهر ميغنا، التدفق الذي يتلاقى بنظام نهر ميغنا سورما والذي يأخذ اسم ميغنا عند دخوله مصب نهر ميغنا، والذي يصب في خليج البنغال. وهنا يشكل مخروط الانصباب في البنغال، الذي تبلغ أبعاده 1,430 كيلومتر و3000 كيلومتر (890 ميل و1,860 ميل)، وهو مخروط الانصباب الأكبر في العالم، الذي يعود له وحده دفن 10 حتى 20٪ من الكربون العضوي الكلي.
دلتا الكنك، الذي يتشكل بصورة رئيسية من تدفق غني بالرواسب لنهري الكنك وبراهمابوترا، هو أكبر دلتا في العالم، إذ تبلغ مساحته نحو 64 ألف كيلومتر مربع (25 ألف ميل مربع). ويمتد على طول خليج البنغال ل 400 كيلومتر (250 ميل).
فقط نهرا الأمازون والكونغو يتملكان مصبًا وسطيًا أكبر من التدفق المزدوج لنظام أنهار الكنك وبراهمابوترا وسورما ميغنا. وفي فيضان كامل ليس هناك نهر أكبر سوى نهر الأمازون.

## ملاحم وأساطير
تقول إحدى الأساطير أن نهر الكنك يمثل ملحمة رامايانا التي حدثت منذ عشرات القرون، حيث كان يمضي اليوغانيون حياتهم على شواطئ خليج البنغال، فيمارسون اليوغا والتأمل، بهدف الوصول إلى المعرفة العليا. وتضيف الأسطورة : أن هؤلاء كانوا يتعرضون لضغوطات من الشياطين التي تخرج من مياه المحيط، وتشوش أفكارهم، لذا ارتأى أحد النساك أن يبتلع المياه للتخلص من الشياطين. لكن العلاج لم يكن شافياً، إذ بدأ الدواء أسوأ من الداء فتبددت الغيوم في السماء، وانقطعت الأمطار، وتروي الأسطورة أيضاً أن الجفاف غزا الحقول فجردها، وأحرقت الشمس اللاهبة التربة، فأقام اليوغانيون الصلوات من جديد كي تعود المياه، لتروي عطش الأرض، لكن الآلهة، حسبما تقول الأسطورة، لم توافق على طلبهم فبقي الوضع على حاله، عندئذ عزم الملك (بهاثيمرات) على التضرع إلى الخالق نفسه عله يستجيب إلى ندائه، ومن أجل بلوغ أمنيته مر الملك بحالة تقشف قاسية استمرت إلف عام حتى حقق (الخالق له ما أراد) كما أن هناك أساطير قديمة أيضاً تؤكد أن منابع النهر لا يمكن أن يصل إليها الناس بيسر وسهولة، لأنها بعيدة جداًُ في أعالي قمم جبال الهملايا. وأشعلت إحدى الأساطير الحماسة في قلوب السكان، ولأنهم اعتبروا أن النزول إلى النهر العظيم واجب مقدس، لذا أقدموا على رمي أنفسهم من الأماكن الشاهقة فلاقوا حتفهم، إما بسبب الجوع أو البرد أو فريسة للوحوش كالنمور والفهود والدببة .

## الأهمية الدينية
(المجد لأمنا گانگا) طقس من طقوس العبادة يقوم به أحد المؤمنين بخيرات نهر الكنك، حيث يلقي بنفسه ثلاث مرات في المياه وهو يثني ركبته، بعد ذلك يشرب جرعة من الماء فيتطهر، حسب اعتقاده، من كل رجس وشر. ويعتبر هذا المؤمن أنه يعود إلى حال الطهر الحقيقي، ويتخلص من العوائق التي كانت تمنعه من لقاء الآلهة، فقد حصل بنظرة على أفضل الشروط لتحقيق رؤية ألوهية، بعدما طهرته مياه الكنك، وجعلته إنساناً قادراً على التخلص من آثامه. وهذه الطقوس تتم وفقاً للصورة الآتية (ينزل الحجاج للاغتسال في النهر عند بزوغ الشمس، وحين يهبط الظلام يقوم الكاهن بتقديم النور إلى الإلوهية فيحرك جرساً صغيراً بيده اليسرى ويرسم بواسطة السراج، الذي يمسكه بيده اليمنى، زهرة اللوتس الكونية، ثم يستدير نحو الكنك ويقوم بالعمل ذاته، في تلك الأثناء يشعل هذا الكاهن المزيد من المشاعل، فيتموج دخانها مع دخان البخور والضباب، عندها ينطلق دوي الأجراس الصغيرة والصنوج والطبول والأبواق ويتجه الكهنة نحو النهر في موكب احتفالي، فيحركون أيديهم وأذرعهم بشكل متناسق راسمين في الفضاء صورة زهرة اللوتس الكونية، وفيما تصدح الموسيقى وتتسارع إيقاعاتها، ينحني الكهنة ببطء، وجلال ثلاث مرات ويهبون النهر النيران التي تلامس المياه، بعدما يتوجهون نحو المؤمنين ليقدموا لهم (النور المقدس) فيمد هؤلاء أكفهم لتلقف هذا النور الذي يوضع على الرأس والجبهة والعينين، فيما الموسيقى الصاخبة تبدأ بالخفوت رويداً رويداً، وفجأة ترتفع صيحة الجماهير المحتشدة بصوت يشق عباب السماء(المجد لأمنا گانگا).

## التاريخ
الرحلات الاستكشافية
كان الإمبراطور المغولي أكبر قد حكم الهند بين (1556 و 1605) شغوفاً بمعرفة منابع الگانج، فأرسل بعثة استكشافية للوصول إلى منابع النهر العظيم، وأنفق على البعثة بإفراط وأمن لها كل ما تحتاج إليه من مؤن وأحصنة وأموال. شقت البعثة طريقها وسط الغابات والجبال، وعادت بعد انقضاء بضعة أشهر، ليروي أحد أفرادها (أنهم وصلوا إلى جبل عال يبدو وكأنه نُحت على شكل رأس بقرة، حيث يتدفق سيل قوي، إلى درجة يستحيل فيها الاقتراب منه). بعد هذه الرحلة الاستكشافية، أرسل البريطانيون بعثات عدة للبحث عن منابع النهر، فشلت جميعها في تحقيق غايتها، ما دفع الكثيرين إلى التساؤل عن كيفية إيجاد حل لهذا اللغز المحير..! وفي نهاية المطاف، استطاع الثنائي (مرد كسون وهيربرت) من الوصول إلى المنابع الحقيقية لنهر الكنك، بعدما تمكنا من تحديد الموقع الصحيح، لكن رغم ذلك، كان لا بد من انتظار فترة زمنية طويلة بعدما أحرزت رياضة تسلق الجبال الشاهقة تقدماً ما مكّن من الحصول على خرائط دقيقة للمنابع.